# 陽否陰述
陽否陰述（ようひいんじゅつ、ラテン語：Apophasis, アポファシス）とは、一般的に、「言わないことによって言うこと」を指す。陽否陰述は幅広く様々な修辞技法に及んでいる。語源はギリシャ語のapophanai（「いいえ」と言うこと）。

## 陽否陰述
陽否陰述は元々は次のような意味で広く使われていた。
- 否定による論理的推論または論証の方法
- そうでないと語ることによってそれが何かを語る方法
- そうでないと語ることによって何かについて語る消去法

可能性が限られている時に有用な帰納的技術で、1つを残して残り全部を除外することは、否定を通しての肯定である。「それはパンこね板より大きいですか?」という当てっこ遊び（Guessing game）は陽否陰述的探求の身近な例である。
現在ではこの意味ではあまり使われなくなったが、特定の分野、たとえば神秘主義や否定神学では現在でも「アポファシス」という語は使われている。否定神学は神を言葉で表現できないものと考え、神でない言葉で神を表そうと試みる。カタファティックな神学（Cataphatic theology）が神の遍在を言及するのと反対に、このコンテクストの中では、アポファシス的な表現法は神の超越性を言及する。

## 暗示的看過法
暗示的看過法（または逆言法、Paralipsis, or praeteritio, preterition, cataphasis, antiphrasis, parasiopesis）とは、話者あるいは作家が言うべきことを言わないと言いながら、主題について述べる修辞技法である。イロニーの修辞学的な相対語とも言える。暗示的看過法は人身攻撃に使われる場合が多い。
一般的に、暗示的看過法は、不当な意見を言った話者を同時にそこから遠ざけるのに使われる。たとえば、政治家の次のような言葉である。
- 私は、敵が酔っぱらっているという申し立てについてすら話したくない。

英語で最もよく用いられるのは、「not to mention（言うまでもない）」というフレーズである。
- 彼女は才能がある。豊かであるのは言うまでもない。

この言い方は、修辞的な力を全部とは言わないがほとんど失っていて、もはやありきたりなものである。「言うまでもない」という言葉は、豊かであるという主張から話者を遠ざける技法としての働きをもはや果たしてはおらず、「そして、豊かだ」を別の言い方で述べているにすぎない。一方、「if I don't say so myself（自分で言うのも何だけど）」は、「if I do say so myself（自分で言うのも何だが）」という肯定の間違いだが、話者の謙遜を示す意味を持つ。
Proslepsisは、無視すると言いながら事の詳細を語ってしまう、極端な暗示的看過法である。
- 我々の尊敬する敵がまだ口についたウォッカの空瓶と一緒に、裏通りで眠りこんでいたのを見つかった、去年の冬のことを言って身を落とすつもりなど私にはない。[2]。

暗示的看過法はキケロが弁論の中でよく使った。
- 君がカティリナを助けることによってローマ市民の我々を裏切ったという事実を、私は言うつもりはない。

### 仮言三段論法
論理学で、Proslepsis的な命題を用いた三段論法が、アリストテレスが異なる名前で簡単に触れ、テオフラストス（Theophrastus）によって詳述された仮言三段論法（Prosleptic syllogism）である。

## 「何も言わない」場合
上記のケースは「何々については言わない」といいつつ実際には語っている場合であるが、全く何も語らないことによって何かを語る場合がある。中国で歴史叙述の方法としてよく用いられたのがその好例である（「春秋の筆法」）。陳寿は「三国志」を書く際に、臣下に殺されたある皇帝の死について、事実を書くことが政治上すこぶる陳寿の立場を悪くするため、ただ「何年何月、死去」としか書かず経過を一切述べないことにより平穏な死でないことを示した。また武則天の功績を称える石碑には全く文字の書かれていないものがあり、その理由について「あまりに功績が大きくとても書きあらわせない、ということを表現した」という説がある。